# Dolors Carreras i Casany
Dolors Carreras i Casany   (Cunit, 1958) és una llibretera, batllessa de Cunit durant 12 anys (1999-2007, 2019, 2023) i diputada al Parlament de Catalunya (13a legislatura) pel Partit dels Socialistes de Catalunya.
Dins de l'anomenat "Govern alternatiu" del PSC, ocupa el càrrec de Secretària d'Educació i Formació Professional.